# A Muralha da China
A Muralha da China (Alemão: Beim Bau der Chinesischen Mauer) é um conto escrito por Franz Kafka em 1917. 
Foi publicado somente em 1931, sete anos após a morte do escritor.
A Muralha da China estava sendo construída ao longo dos séculos até que as obras foram paralisadas e retomadas diversas vezes. No século XV, na dinastia Ming, a construção foi finalizada, ficando com as características que conhecemos hoje.
A Muralha da China ficou conhecida por obra grandiosa de engenharia, com cerca de 5.000 km de extensão.Ela foi erguida para barrar as invasões de tribos nômades da Ásia central, como os hunos e os mongóis.